# Sun Sun
Sun Sun je debitantski album novomeške skupine Moveknowledgement, izdan leta 2003 pri študentski založbi Goga Records.

## Seznam pesmi
Vsa besedila je napisal N'toko. Vse pesmi sta napisala Goran Balog in Wein.
| Št.             | Naslov                        | Dolžina |
| --------------- | ----------------------------- | ------- |
| 1.              | „Intro‟                       | 0:51    |
| 2.              | „Sun Sun‟                     | 4:07    |
| 3.              | „Connect Your Mind‟           | 4:38    |
| 4.              | „Turn‟                        | 5:00    |
| 5.              | „Universe‟                    | 3:03    |
| 6.              | „Badoo Badoo‟                 | 5:06    |
| 7.              | „Sonic Fruits‟                | 3:49    |
| 8.              | „Trend‟                       | 4:05    |
| 9.              | „Deep Cosmo Marathon Jam‟     | 7:09    |
| 10.             | „Given the Gift‟              | 4:18    |
| 11.             | „Meditation‟                  | 1:44    |
| 12.             | „Monolith‟                    | 5:17    |
| 13.             | „Belly‟                       | 4:51    |
| 14.             | „Crystal Tears‟ (bonus pesem) | 12:26   |
| Skupna dolžina: | Skupna dolžina:               | 67:14   |

## Zasedba

### Moveknowledgement
- N'toko – raperski vokal
- Uroš Weinberger – Wein – kitara, aranžmaji
- David Cvelbar – bobni
- Miha Šajina – klaviature
- Dejan Slak – bas kitara
- Sandra Tomović – pevski vokal
- Mitja Turk – saksofon
- Gregor Turk – trobenta

### Dodatni glasbeniki
- Goran Balog − bas kitara na Crystal Tears
- DJ Dado − posebni efekti
- Gorazd Tompa − klaviature
- Tokac − spremljevalni vokali
- Andrej Resnik − klaviature na Crystal Tears